# Tervel Zamfirov
Tervel Zamfirov (in bulgaro Тервел Замфиров?; 22 febbraio 2005) è uno snowboarder bulgaro.

## Biografia
Zamfirov ha ottenuto il suo miglior risultato in Coppa del Mondo con il 4º posto a Krynica nel marzo del 2025. Qualche giorno dopo si è laureato campione del mondo nello slalom parallelo, prima medaglia di sempre per la Bulgaria nei Campionati mondiali di snowboard.

## Palmarès

### Mondiali
- 1 medaglia:
  - 1 oro (slalom parallelo a Engadina 2025)

### Coppa del Mondo
- Miglior piazzamento nella Coppa del Mondo di parallelo: 25º nel 2025